# Laura Canoura
Laura Canoura (2 de janeiro de 1957, Montevidéu) é uma compositora e cantora da música popular uruguaia. Com mais de 25 anos de trajetória artística é uma das principais solistas femininas desse país.

## Biografia

### Início da carreira
Sua arte precoce pode avançar para 1978 para terminar os seus estudos teatrais na escola dos atores Roberto Fontana e Nelly Goitiño. Pouco depois, sua participação no Conservatorio del Núcleo de Estudios Musicales Valeu-lhe aproximar-se o número de músicos com os quais integram o grupo Rumbo no ano seguinte.

### Rumbo

#### Inícios

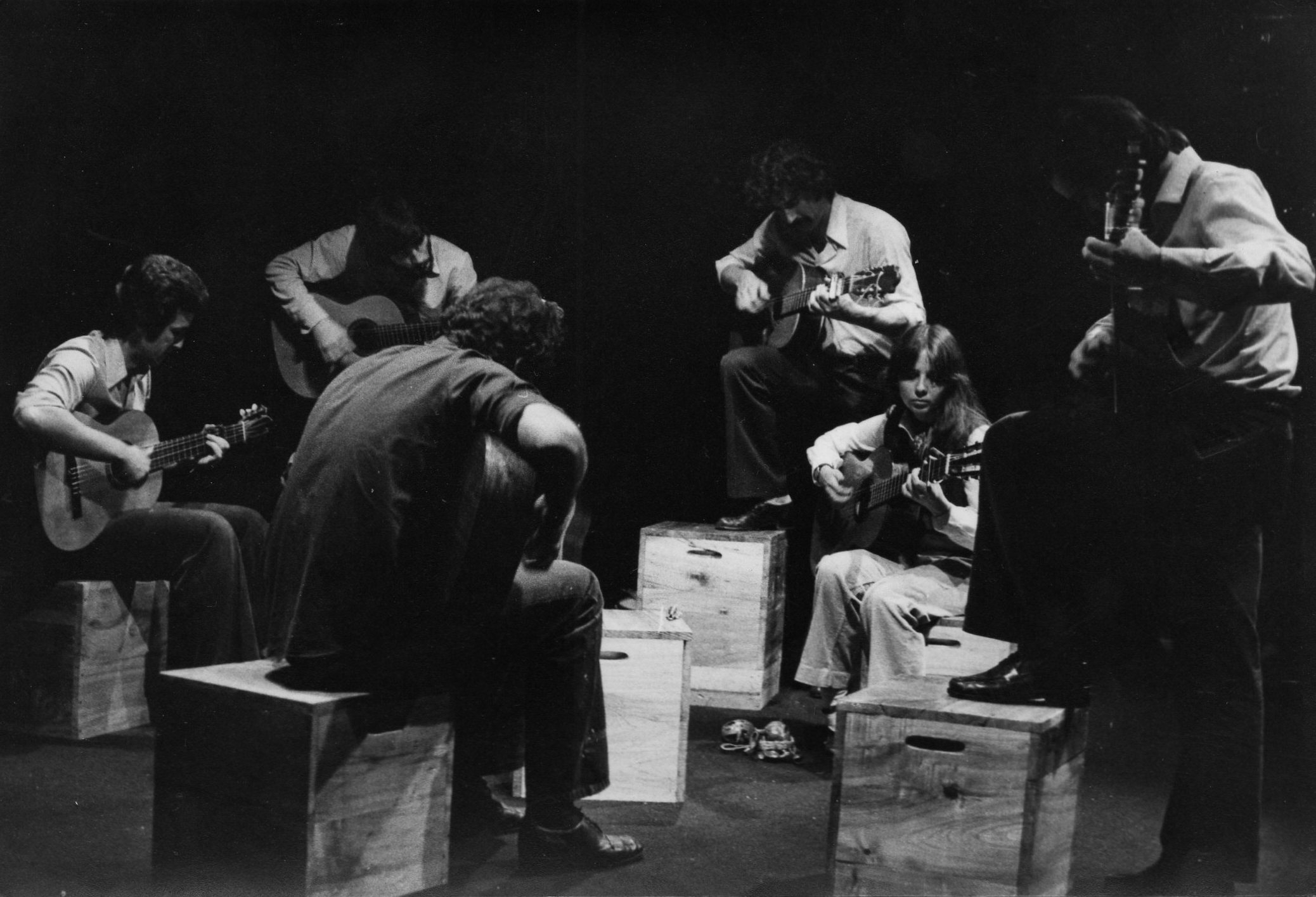
Fotografia do grupo Rumbo.

Desde o início em 1979 ela começou a sua ligação com os músicos Mauricio Ubal, Gonzalo Moreira, Gustavo Ripa, Miguel López e Carlos Vicente o que levaria, posteriormente, para a fundação do grupo Rumbo.
Seu primeiro longa-duração, intitulado "Para abrir la noche" foi editado pela gravadora Ayuí / Tacuabé em 1980. Nos anos seguintes, produziu os dois álbuns que desenvolveram sua discografia: "Sosteniendo la pared" em 1982 e "Otro tiempo" em 1985 e fizeram concertos por muitos pontos do Uruguai, atuando também em várias ocasiões em Buenos Aires.

#### Esa tristeza
Durante 1984, e em paralelo à sua carreira no Rumbo, Canoura começa a preparar um álbum solo, que incluiu a produção artística de Jaime Roos e ao apoio do grupo musical Repique, que era composto por Andrew Recagno, Alberto Magnone, Gustavo Etchenique e Carlos "Boca" Ferreira. Este trabalho tem o ano seguinte com o lançamento do seu primeiro trabalho solo, que levou por título "Esa tristeza".

#### Dissolução

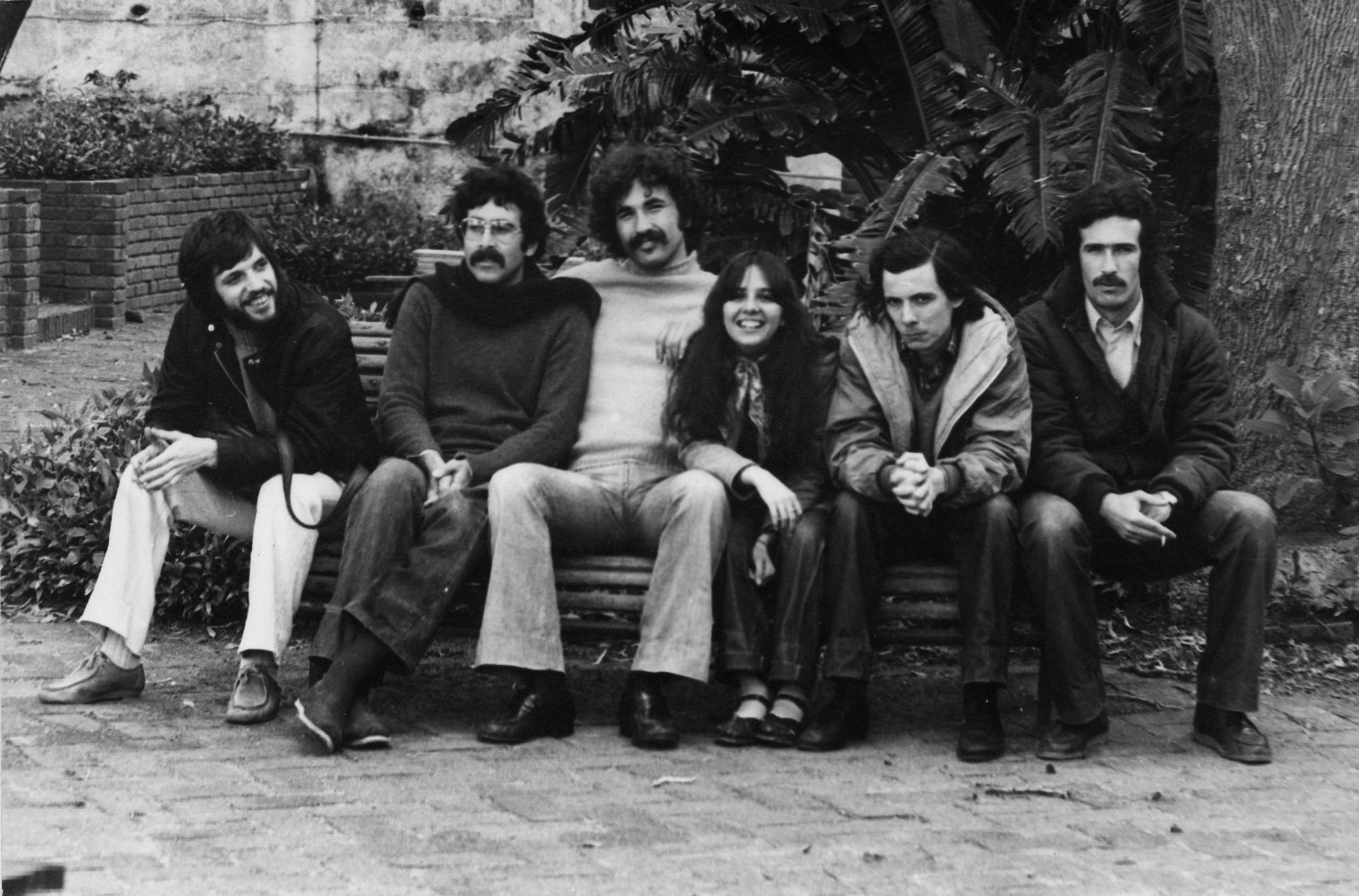
Fotografía do grupo Rumbo.

Nos oito anos de existência do grupo, foi objeto de censura pela ditadura civil-militar no Uruguai que materializa em suspensão concerto, ou eliminação de uma parte dos créditos para o seu primeiro fonograma, devido à proibição que pesava sobre os autores Mario Benedetti, Adela Gleijer e Diana Reche.
Em 1987 o grupo se separou, começa com a prolífica carreira pessoais de Ubal e Canoura. Em meados do mesmo ano e no decurso da próxima, Canoura retoma sua atividade artística, apresentando-se ao lado Esteban Klísich e Maurício Ubal, em dois ciclos de mostra em Montevidéu que alcançou uma grande resposta do público.

### Las tres
No final de 1988 começa o show de apresentações "Las tres" junto a Estela Magnone e Mariana Ingold (que iria abandonar o seu lugar logo após Flavia Ripa). O mesmo consistia em um show que esses artistas no La Barraca, cada um a fazer o seu próprio repertório acompanhado dos outros e de três outros músicos. O disco desse espetáculo é editar seria editado no ano seguinte, atingindo um nível de vendas que eles valeram-lhe obter o Disco de Ouro.

## Carreira solo
Depois do sucesso deste espetáculo, Canoura decide formar sua própria banda e fazer um relançamento de seu álbum "Esa tristeza", na qual, por falta de datas livres do grupo Repique, nunca pode se apresentar ao vivo.
Assim, no correr dos anos de 1990 e 1991, a artista dá bem sucedidas apresentações sobre este disco em vários pontos do Uruguai, que as quais destacam-se os vários espectáculos no Teatro Solis, em Montevidéu. O álbum passou a ocupar os primeiros lugares entre os álbuns mais vendidos do país sucessivamente atingido o Disco de Ouro e o Disco de Platina. Desta forma torna-se a primeira artista feminina a alcançar este reconhecimento.

### Puedes oírme
Culminando 1991 publicou seu segundo álbum solo, intitulado "Puedes oírme" produzido também por Jaime Roos. Além deste músico, Canoura recebe o apooo instrumental de Estela Magnone, Hugo Fattoruso, Bernardo Aguerre, Jorge Nocetti, Andres Recagno e Nelson Cedrez. Este álbum, foi editado em vinil e cassete, pouco depois, foi lançado em formato CD em uma obra que também incluiu o seu primeiro álbum solo e com a qual atingiu o "Compacto de Oro".
No ano seguinte começa como a artista representando o Uruguai na Expo Sevilla'92 com o vídeo do tema "Detrás del miedo", realizado com o apoio da corte à divulgação de suas anteriores longa duração. Em meados do mesmo ano, representando Uruguai participa do programa ¡Y Vero América va!, da atriz e cantora mexicana Verónica Castro.

### Las cosas que aprendí en los discos
Em março de 1993, no "Festival de Cine de la ciudad de Montevideo", ao vídeoclipe do tema "Todo lo que quiero" foi atribuído o primeiro prémio. Outro videoclipee que teve grande impacto foi "Nada vale más" do álbum editado no ano anterior "Las cosas que aprendí en los discos", para o qual ela foi convidada para participar em programas internacionais da MTV. Em junho faz uma apresentação no Memorial da América Latina, em São Paulo, e até o final desse ano, foi premiado com o Prêmio Fabini como 'melhor cantor popular' no Teatro Solis.

### Locas pasiones
Junto a Hugo Fattoruso apresenta o espetáculo "Locas pasiones" no teatro Solís, que foi gravado ao vivo e lançadas em CD. Esse trabalho consistiu de um repertório de tangos e boleros, este representou a primeira artista a trazer este último gênero.
Posteriormente recebeu um novo convite para representar o Uruguai, desta vez no Festival OTI de la Canción realizada em Valência.

### Piaf
Culminando o ano de 1994 realizou uma série de recitais na companhia da Banda Sinfônica da Cidade de Montevidéu. Neste contexto, o diretor da Companhia Teatral de Itália Fausta, Omar Varela, oferece o principal papel interpretando a artista francesa Edith Piaf, baseada em um do trabalho do músico/dramaturgo inglês Pam Gems.
Com bom repercussão do público e da crítica, a obra se manteve em  cartaz durante uma extensa temporada no ano seguinte. Finalizada a mesma produção foi lançado o álbum "Piaf" com as versões interpretadas por Canoura na obra. Além disso, sob a direção de Walter "Cacho" Bagnasco, se produziu a produção a adaptação para televisão, o que significa a estreia na televisão da artista. Esta participação valeu-lhe receber no ano seguinte o prêmio "Iris de Plata" concedido pelo diário de Montevidéu El País.

### Interior
No decurso de 1996 se concentrou exclusivamente sobre a gravação do álbum "Interior", para o qual convocou outros importantes artistas uruguaios, alguns dos quais tinham participado de projetos anteriores. Entre este grupo de arranjadores, compositores e músicos foram encontrados Alberto Magnone, Hugo Fattoruso, Bernardo Aguerre, Hugo Jasa e Esteban Klísich. Este trabalho teve sua apresentação no meio artístico como uma compositora, para além da versão de Alfredo Zitarrosa e Santiago Chalar. Depois de acções sobre esta matéria, recebe o convite do director da Orquestra Filarmónica de Montevideo, Federico Garcia Vigil, a participar de uma nova edição da mostra "Galas de Tango". Ela mesma reúne os instrumentos de corda desta orquestra, junto ao piano, guitarra, bandoneóns, cantores e bailarinos. Junto a Filarmónica, também participarão outros cantores como Gustavo Nocetti, Susana Rinaldi, Daniel Cortés, Eladia Blazquez, Darío Solari e Miguel Angel Maidana. Nesta ocasião, junto a Canoura, se apresentou em uma turnê pelo Brasil, passando pelas cidades de Porto Alegre, Rio de Janeiro e São Paulo.

### Pasajeros permanentes
No final de 1998 ela vai para gravadora Warner Music, em seu primeiro trabalho a nível internacional, intitulado "Pasajeros permanentes". O mesmo foi gravado em Santiago do Chile, com a participação de músicos deste país e uruguaios.
Com esse trabalho, apresentou em importantes teatros na capital uruguaia e do sul do Chile, o artista chega ao primeiros lugares da radiodifusão no país e um novo Disco de Ouro no Uruguai. Nesta época também participa do álbum coletivo em homenagem a Pablo Neruda “Marinero en tierra”, ao lado dos músicos Alejandro Sanz, Milton Nascimento, Joaquín Sabina, Andrés Calamaro e Eduardo Darnauchans, entre muitos outros. Também participa de trilha sonoras das séries da televisão "Cerro Alegre" e "Sabor a tí", com as canções "Al sur de tu corazón" e "Detrás del miedo" respectivamente.

### Esencia
Seu espetáculo seguinte, chamado "Esencia", foi apresentado na Sala Zitarrosa de Montevidéu em setembro de 2000. O repertório foi composto das mesmas versões de várias influências artísticas que a artista recebeu durante a sua formação, como The Beatles, Paul Simon, Carlos Gardel, Alfredo Zitarrosa, Jacques Brel, Antonio Carlos Jobim e Daniel Viglietti. Em outubro apresenta este espetáculo na Trastienda de Buenos Aires e no ano seguinte embarca para uma extensa turnê por 23 cidades uruguaias, Argentina e Chile, finalizando com uma participação do ciclo "Latinas en Vivo" em Santiago, Chile.

### Mujeres como yo
O lançamento de seu nono álbum solo, intitulado "Mujeres como yo" ocorreu em novembro do mesmo ano. Este disco, considerado íntimo e feminino, recolhe os olhos dela como compositora mais próximo possível de suas afeições, cobrindo uma variedade de ritmos como blues, jazz, flamenco e candombe. Além disso, este álbum teve uma edição especial para o mercado espanhol, no qual foram incluídos como "Bônus Track" os temas "Al sur de tu corazón" e "Para hacerte sentir mi amor".
Em fevereiro de 2002, recebe um convite para participar como jurado na área de Folclore no Festival Internacional de la Canción de Viña del Mar. Mais tarde nesse ano teve a oportunidade de atuar ao lado da Filarmônica da cidade de Montevidéu, em um novo espetáculo "Galas de Tango". Esta participação a leva nesta ocasião a participar em espectáculos no Egito, nas cidades de Cairo e Alexandria.

### Bolero
Mais tarde começa na qual ela definiu como "o acontecimento mais importante da sua carreira como intérprete", chamado "Bolero, una noche de gala". Ao mesmo interpretou diferentes composições latino-americano desse gênero musical, entre elas se encontram clásicos como "Contigo aprendí" de Armando Manzanero, "Solamente una vez" de Agustín Lara, e "Arráncame la vida" de Chico Novarro.
Com este trabalho fez uma extensa turnê por várias localidades do Uruguai que teve o apoio do "República Afap". Para o final do ano, lança o álbum "Bolero", que registrou o repertório escolhido para as apresentações deste trabalho, a qual a levarão a novamente a percorrer todo o território uruguaio, e com a qual obteve novamente o "Disco de Ouro".
Sua carreira como intérprete possibilitou em janeiro de 2003, recebeu um convite de Armando Manzanero, para se partcipar com outros artistas em um álbum coletivo composto por boleros escritos e organizados pelo músico. O mesmo, intitulado "Entre dos", contou com a participacção de Alejandro Sanz, Christian Castro, Miguel Bosé, José Alfredo Fuentes e Olga Tañón, entre outros.
Em um terceiro convite para participar do show "Galas de Tango", a artista percorre vários cenários de Santiago do Chile, apresentando-se para um público estimado de 20.000 pessoas. Posteriormente, se apresenta na companhia de Jorge Nocetti em Barcelona e Madri.

### Veinticinco
Em 2004 a artista completou 25 anos de carreira e foi galardoada com o Prêmio "Mulher do Ano" selecionada entre 34 mulheres uruguaias de diferentes áreas, e o Prêmio "Mulher do Ano" na categoria musical.
Posteriormente, iniciou uma nova turnê na Argentina e no Uruguai, no qual ele se apresenta com seu novo espetáculo "Veinticinco" em Rosário, La Plata e Buenos Aires. O repertório foi composto das mesmas canções editadas pela cantora desde o início de sua carreira. Este tema foi escolhido para formar o álbum duplo antologico editada posteriormente.
Em dezembro oferece um espectáculo intitulado “Sin red” no Teatro Solís cujos fundos foram destinados para p Hospital de Tacuarembó. No mesmo contou com a companhia do pianista argentino Adrian Iaies, com quem ele já havia feito algumas apresentações em 2002 em Montevidéu e Punta del Este. Finalizando o ano, encerra a turnê "Veinticinco" no Teatro de Verano de Montevidéu.

### Esencia / Dos

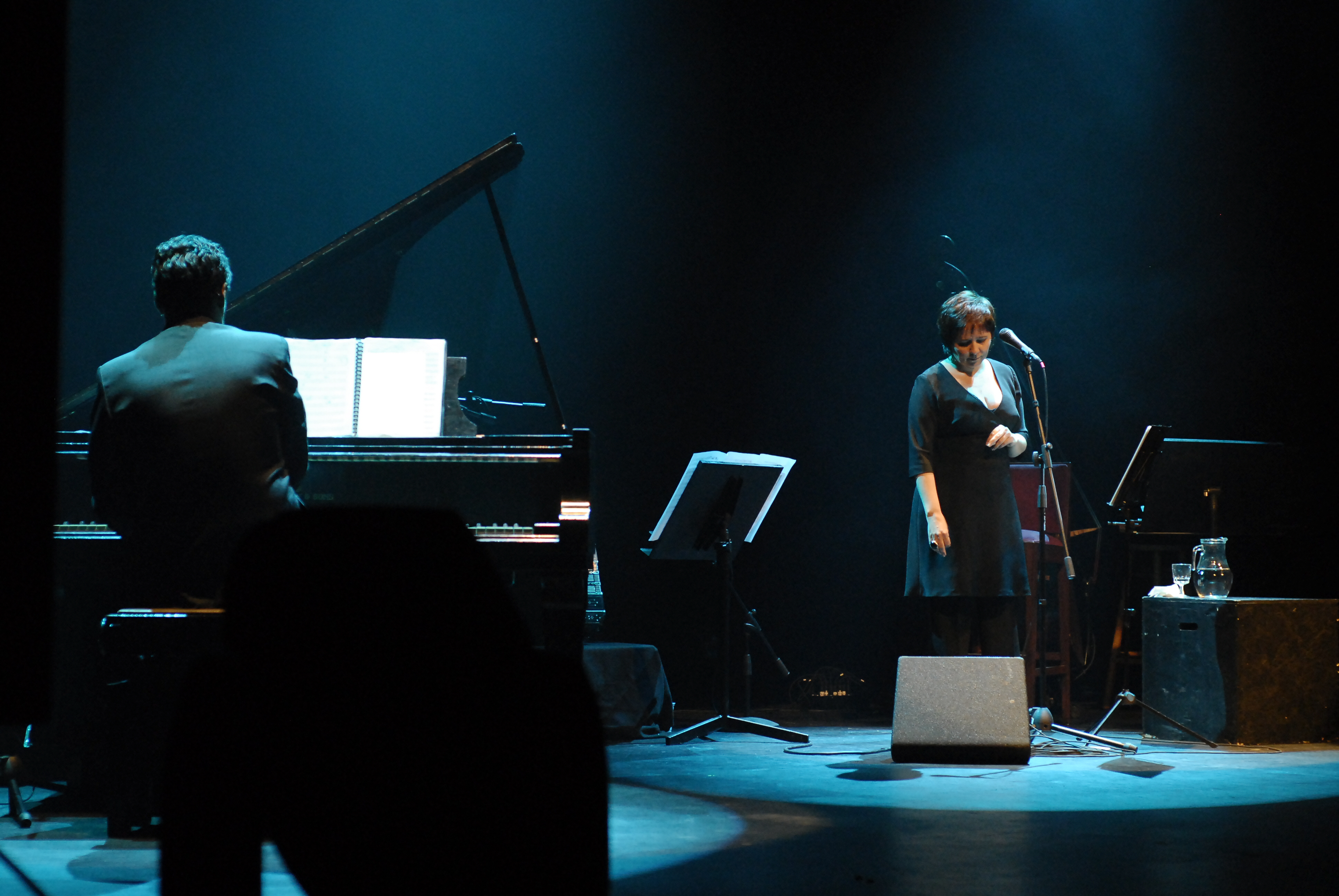
Laura Canoura e Sebastian Larrosa num recital no Teatro Solis de Montevidéu.

Em 1 de março, e em março sob o pressuposto de comando do Dr. Tabaré Vázquez à Presidência da República, se apresenta para um público numeroso, como convidada no espetáculo "Galas de Tango" pela Orquestra Filarmónica de Montevidéu realizado no pátio do Palácio Legislativo.
Mais tarde nesse ano ele viajou para o Chile para aparecer mais uma vez em sua capital, desta vez na companhia de Jorge Nocetti. Juntamente com este músico e Sebastian Larrosa gravam ao vivo o disco “Esencia / Dos”, concebido como o sucessor do álbum "Esencia" editado anos atrás. Depois de embarcar em uma nova turnê europeia em que se apresenta na Suécia e Espanha, em oito oportunidades. No ano seguinte representa o Uruguai na inauguração presidencial de Michelle Bachelet. Posteriormente começa as apresentações do espetáculo "Esencia / Dos" pelo território uruguaio, que se estende de maio a julho de 2006, culminando com uma performance no Teatro Solís.

### Canoura canta el tango

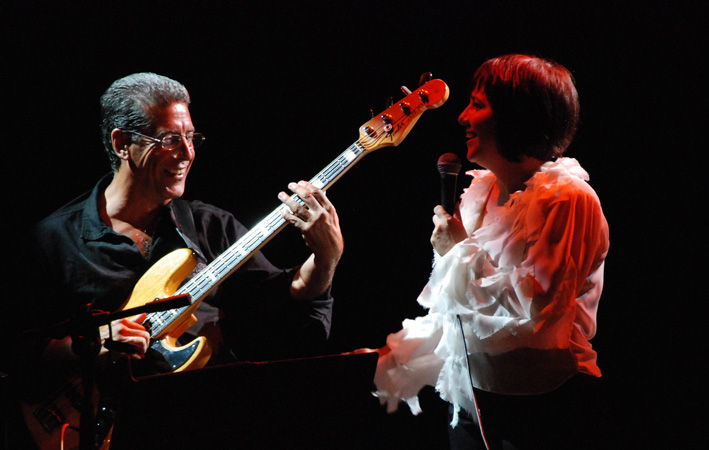
Laura Canoura e o baixista Cone Castro, em uma das apresentações de "Canoura canta el tango", no Centro Cultural de Maldonado.

Durante o ano de 2007 recebeu diversos prêmios por sua carreira, entre aqueles que se encontrou com a nomeação do "Cidadão Ilustre da Cidade de Montevidéu" a partir de seu prefeito Ricardo Ehrlich, e o prémio "Montevideanas" entregue pela primeira vez pela Comissão de Gênero e Equidade da Junta Departamental de Montevidéu. Depois de fazer uma nova turnê na Espanha na companhia de Jorge Nocetti, editadas sob a produção de Alfonso Carbone, o seu mais recente álbum intitulado "Canoura canta el tango", em que recebe o apoio de destacados músicos do gênero. No repertório podem ser encontradas no mesmo populares tangos compostos por Manzi, Discépolo e Gardel, assim como o tema “Los hijos de Gardel”, com a letra de Canoura e música de Alberto Magnone.
Após a publicação deste disco, o artista tem assegurado que o seu próximo lançamento será composto inteiramente de canções sobre a sua autoria.

## Discografia
- Para abrir la noche (con Rumbo. Ayuí / Tacuabé a/e26. 1980)
- Sosteniendo la pared (con Rumbo. Ayuí / Tacuabé a/e35. 1982)
- Esa tristeza (Orfeo SULP 90764. 1985)
- Otro tiempo (con Rumbo. Orfeo SULP 90788. 1985)
- Planetario (junto a Esteban Klisich. Ayuí / Tacuabé. 1989)
- Las tres (con Las três. Orfeo 91011-4. 1989)
- Puedes oírme (Orfeo 91140-4. 1991)
- Las cosas que aprendí en los discos (Orfeo CDO 017-2. 1992)
- Locas pasiones (junto a Hugo Fattoruso. Orfeo CDO 052-2. 1994)
- Piaf (Orfeo CDO 087-2. 1995)
- Interior (Orfeo 91368-4. 1996)
- Pasajeros permanentes (Warner Music Group. 1998)
- Esencia (junto a Jorge Nocetti. Bizarro Records 2354-2. 2001)
- Mujeres como yo (Warner Music Group. 2001)
- Bolero (Warner Music Group. 2003)
- Esencia / Dos (junto a Jorge Nocetti y Sebastián Larrosa. Bizarro Records. 2005)
- Canoura canta el tango (Bizarro Records. 2007)

### Coletivos
- Tiempo de cantar 2 (Con Rumbo. Ayuí / Tacuabé a/e23. 1980)
- A redoblar (con Rumbo. Ayuí / Tacuabé a/e33. 1982)
- Adempu canta vol. I (con Rumbo. RCA. 1984)
- 7 Solistas (Ayuí / Tacuabé. 1988)
- La Barraca en vivo (Orfeo 91050-4. 1990)
- Marinero en tierra (Warner Music Group. 1998)
- Cerro Alegre (Warner Music Group. 1999)
- Sabor a tí (Warner Music Group. 1999)
- Entre dos (Warner Music Group. 2003)

### Colaborações
- Pájaros (Rubén Olivera) (Ayuí / Tacuabé. 1981)
- De puerta en puerta (Washington Carrasco y Cristina Fernández) (RCA. 1981)
- Mediocampo (Jaime Roos) (Orfeo. 1984)
- Credenciales (Fernando Yañez) (Orfeo. 1985)
- Como el clavel del aire (Mauricio Ubal. Ayuí / Tacuabé. 1989)
- Estamos rodeados (Jaime Roos. Orfeo. 1991)
- Concierto por la vida (Rubén Rada. Orfeo. 1994)
- Javier Silvera (Javier Silvera. Warner Music Group. 2004)
- Omar (Omar. Bizarro Records. 2004)

### Reedições e Recompilações
- Puedes oirme / Esa tristeza (disco conteniendo sus dos primeros trabajos solistas. Orfeo CDO 008-2. 1991)
- Para abrir la noche (con Rumbo. Ayuí / Tacuabé pd 2001. 1999)
- Rumbo (con Rumbo. Disco doble conteniendo los três lp del grupo y sus participaciones colectivas. Ayuí / Tacuabé ae229-230cde. 2003)
- Mujeres como yo (lanzado para España con dos bonus tracks. 2003)
- Veinticinco (Bizarro Records. 2004)